# ميغ كرانستون
ميغ كرانستون (بالإنجليزية: Meg Cranston)‏ هي رسامة وفنانة أمريكية، ولدت في 25 سبتمبر 1960 في بالدوين في الولايات المتحدة.